# Anita Fetz
Anita Fetz (Bazel, 19 maart 1957) was een Zwitserse bestuurder en politica voor de Sociaaldemocratische Partij van Zwitserland (SP/PS) uit het kanton Basel-Stadt.

## Biografie
Anita Fetz studeerde letteren aan de Universiteit van Bazel. Van 1984 tot 1989 en van 1997 tot 2003 zetelde ze in de Grote Raad van Bazel-Stad. Ze zetelde in de Nationale Raad van 3 juni 1985 tot 31 december 1989 en van 6 december 1999 tot 30 november 2003. Vervolgens zetelde ze van 1 december 2003 tot 1 december 2019 in de Kantonsraad.
Van 1997 tot 2005 was ze bestuurder bij de Kantonnale Bank van Basel-Stadt.